# Système d'information
Ne doit pas être confondu avec Système de traitement de l'information.

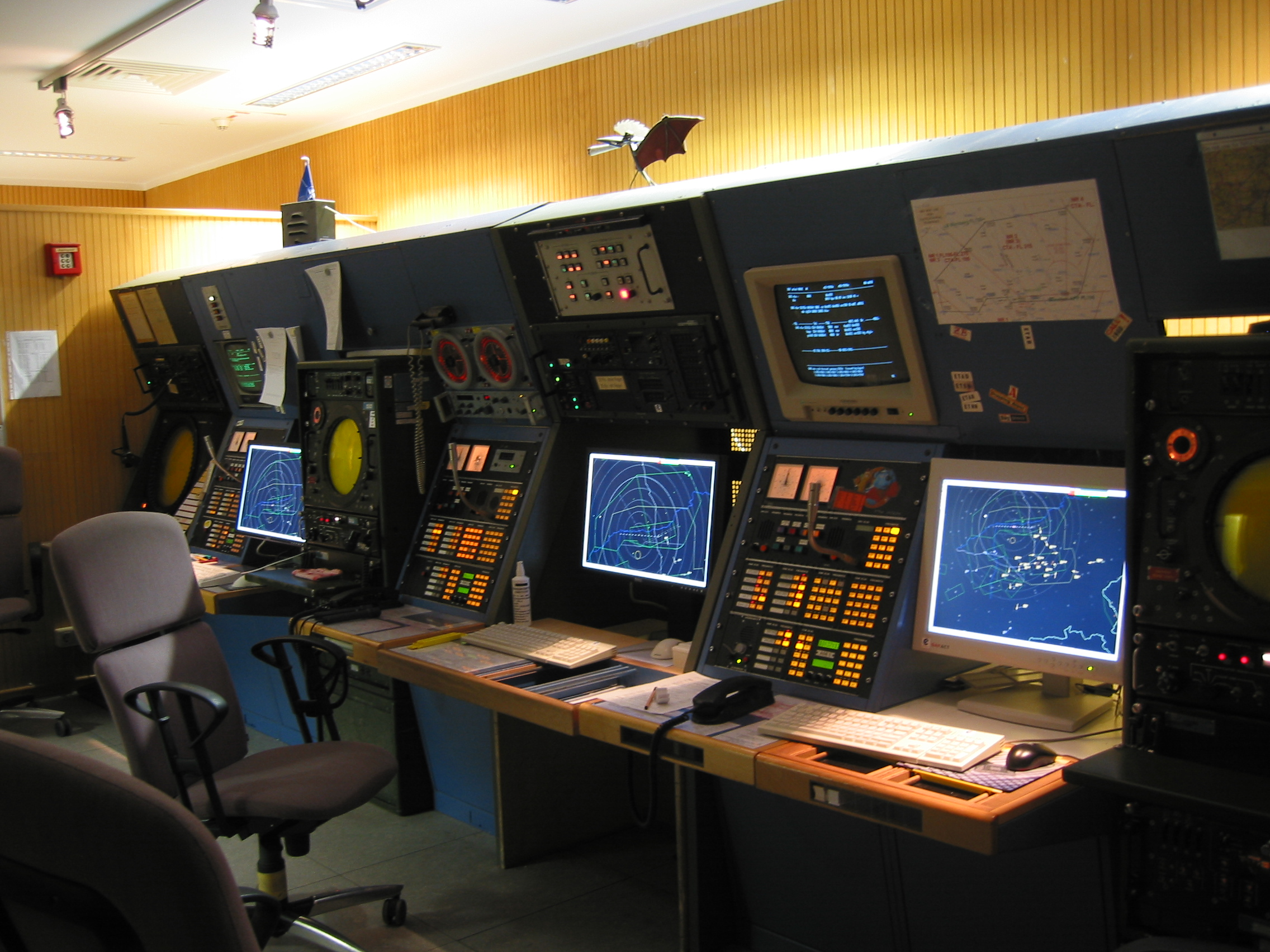
Monitoring d'un système d'information de contrôle du trafic aérien

Le système d'information (SI) est un ensemble organisé de ressources qui permet de collecter, stocker, traiter et distribuer de l'information, en général grâce à un réseau d'ordinateurs. Il s'agit d'un système socio-technique composé de deux sous-systèmes, l'un social et l'autre technique. Le sous-système social est composé de la structure organisationnelle et des personnes liées au SI. Le sous-système technique est composé des technologies (hardware, software et équipements de télécommunication) et des processus d'affaires concernés par le SI.
L'apport des nouvelles technologies de l'information est à l'origine du regain de la notion de système d'information. L'utilisation combinée de moyens informatiques, électroniques et de procédés de télécommunication permet aujourd'hui, selon les besoins et les intentions exprimés, d'accompagner, d'automatiser et de dématérialiser quasiment toutes les opérations incluses dans les activités ou procédures d'entreprise.
Ces capacités de traitement de volumes importants de données, d'inter-connexion de sites ou d'opérateurs géographiquement éloignés, expliquent qu'elles sont, aujourd'hui, largement utilisées (par exemple, dans les activités logistiques) pour traiter et répartir l'information en temps réel, en lieu et place des moyens classiques manuels, plus lents, tels que les formulaires sur papier et le téléphone.
Ces capacités de traitement sont également fortement appréciées par le fait qu'elles renforcent le caractère « systémique » des données et traitements réalisés : la cohérence et la consolidation des activités lorsqu'elle est recherchée et bien conçue permet d'accroître la qualité du contrôle interne de la gestion des organisations, même lorsque celles-ci sont déconcentrées ou décentralisées.

## Enjeux du système d'information
Le système d'information est le véhicule des entités de l'organisation. Sa structure est constituée de l'ensemble des ressources (le personnel, le matériel, les logiciels, les procédures) organisées pour : collecter, stocker, traiter et communiquer les informations. Le système d'information coordonne, grâce à la structuration des échanges, les activités de l'organisation et lui permet ainsi, d'atteindre ses objectifs.
Un système d'information se construit à partir de l'analyse des processus « métier » de l'organisation et de leurs interactions/interrelations, et non simplement autour de solutions informatiques plus ou moins standardisées par le marché. Le système d'information doit réaliser l'alignement stratégique de la stratégie d'entreprise par un management spécifique.
La gouvernance des systèmes d'information ou gouvernance informatique (IT gouvernance) renvoie aux moyens de gestion et de régulation des systèmes d'information mis en place dans une organisation en vue d'atteindre ses objectifs. À ce titre, la gouvernance du SI fait partie intégrante de la gouvernance de l'organisation. Les méthodes ITIL (IT infrastructure library) et COBIT sont par exemple, des supports permettant de mettre un SI sous contrôle et de le faire évoluer en fonction de la stratégie de l'organisation.

## Les différentes natures du système d'information

### Système d'information et finalité de la chose
Le SI est né dans les domaines de l'informatique et des télécommunications. Le concept de SI s'applique maintenant à l'ensemble des organisations, privées ou publiques. Le terme système d'information (ou SI) possède les significations suivantes :
- un ensemble organisé de ressources (personnel, données, procédures, matériel, logiciel, etc.) permettant d'acquérir, de stocker, de structurer et de communiquer des informations sous forme de textes, images, sons, ou de données codées dans des organisations. Selon leur finalité principale, on distingue des systèmes d'information supports d'opérations (traitement de transaction, contrôle de processus industriels, supports d'opérations de bureau et de communication) et des systèmes d'information supports de gestion (aide à la production de rapports, aide à la décision, etc.)[4].
- Un système ou sous-système d'équipements, d'informatique ou de télécommunication, interconnectés dans le but de l'acquisition, du stockage, de la structuration, de la gestion, du déplacement, du contrôle, de l'affichage, de l'échange (transmission ou réception) de données sous forme de textes, d'images, de sons, et/ou, faisant intervenir du matériel et des logiciels.
- Un SI est un réseau complexe de relations structurées où interviennent hommes, machines et procédures, qui a pour but d’engendrer des flux ordonnés d’informations pertinentes provenant de différentes sources et destinées à servir de base aux décisions selon Hugues Angot.
- Un SI est un ensemble d'éléments matériels ou immatériels (hommes, machines, méthodes, règles) en interaction transformant en processus des éléments (les entrées) en d'autres éléments (les sorties).

### Système d'information et application informatique
On distingue généralement deux grandes catégories de systèmes, selon les types d'application informatique :
- les systèmes de conception : fonctionnent selon des techniques temps réel ;
- les systèmes d'information de gestion, qui emploient des techniques de gestion.

Du point de vue de la valeur financière du patrimoine informatique, les systèmes d'information de gestion sont largement majoritaires.
Les langages informatiques employés diffèrent souvent selon chacune de ces catégories, et à l'intérieur des catégories. Par exemple, les systèmes d'information de gestion emploient du Cobol, du langage C, du C++, du Java, du Visual Basic.NET, du WinDev (WLangage), du 4D, du SQL, etc.
Aujourd'hui, la généralisation des applications web rend possible une très forte interopérabilité des systèmes, qui transcende ces catégories traditionnelles. Les langages de balisage (HTML, XML, etc.) s'imposent comme des standards. Ces langages sont souvent associés à des frameworks. Le framework le plus communément employé est actuellement RDF (Resource Description Framework). RDF s'appuie sur des normes d'interopérabilité et l'utilisation massive de métadonnées, données élémentaires communes à toutes les ressources et tous les systèmes quelles que soient leurs utilisations, qui facilitent les accès et les échanges.

## Composition d'un système d'information d'entreprise

### Composition classique

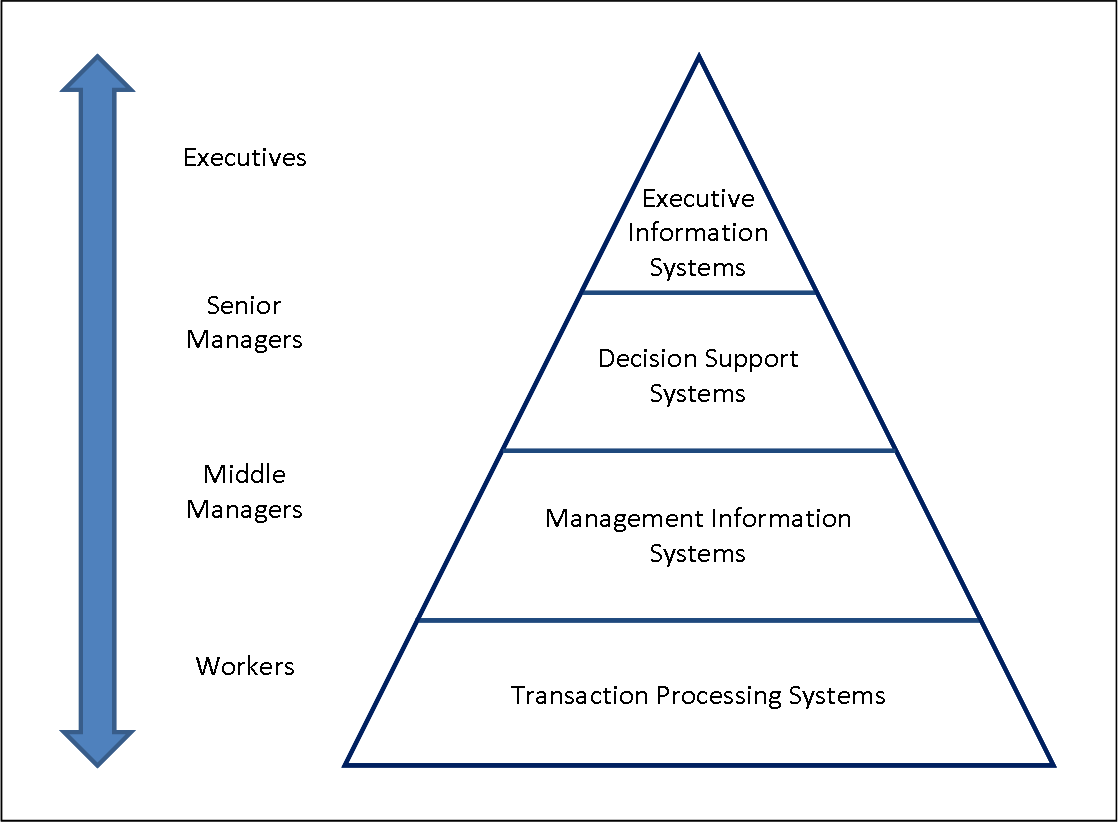
le modèle pyramidal

Dans les œuvres des années 1980-1990, la composition « classique » des systèmes de l'information d'une entreprise était comme une pyramide des systèmes d'information qui reflétait la hiérarchie de l'entreprise.
Les systèmes qui traitent les transactions fondamentales (TPS) au fond de la pyramide, suivis par les systèmes pour la gestion de l'information (MIS), et après les systèmes de soutien des décisions (DSS) et se terminant par les systèmes d'information utilisés par la direction la plus supérieure (EIS), au sommet.
Bien que le modèle pyramidal reste utile, un certain nombre de nouvelles technologies ont été développées et certaines nouvelles catégories de systèmes d'information sont apparues et ne correspondent plus aux différentes parties du modèle pyramidal.

### Composition actuelle
Dans un système d'information d'une grande entreprise, on trouve :
- un ERP - enterprise resource planning (en français : PGI pour progiciel de gestion intégré) - qui intègre théoriquement tous les systèmes informatisés transactionnels dont les modalités de fonctionnement sont désormais bien connues des informaticiens et des hommes de l'Art de chaque métier. Les ERP permettant de soutenir le fonctionnement de l'entreprise ;
- des systèmes dits « intégrés métiers » ou « verticalisés », qui sont des progiciels métiers, et qui couvrent aussi bien le front-office, que le middle, puis le back-office et qui ne sont pas de conception maison, mais ont été bâtis par un éditeur spécialisé sur un métier et dont les modes de fonctionnement logiciels correspondent aux meilleures pratiques constatées à un moment donné chez les plus performants dans leur secteur d'excellence ;
- des systèmes restants appelés « spécifiques » (ou encore : non standards, de conception « maison », développés sur mesure, introuvables sur le marché, etc.), où sont rencontrées davantage d'applications dans les domaines du calcul de coûts, de la facturation, de l'aide à la production, ou de fonctions annexes.

La proportion entre ERP et systèmes spécifiques est très variable d'une entreprise à l'autre.
L'urbanisation traite de la cartographie des systèmes de l'entreprise et donc de la manière d'organiser son système d'information pour parvenir à le faire évoluer de manière prévisionnelle, en accord avec la stratégie générale de l'entreprise. La stratégie de l'entreprise est menée par la direction générale et l'urbanisation permet de mener l'alignement du SI sur la stratégie.
Dans les ERP, on trouve des modules couvrant différents domaines d'activité (comme la gestion de la production, la gestion de la relation commerciale avec la clientèle, la gestion des ressources humaines, la comptabilité, la finance, les fusions, les intégrations comptables d'acquisitions récentes, etc.) autour d'une base de données commune et unifiée.
Il est fréquent qu'une entreprise soit équipée de plusieurs progiciels différents selon ses domaines d'activité. Dans ce cas, les progiciels ne sont pas totalement intégrés comme dans un PGI, mais interfacés entre eux, ainsi qu'avec des applications spécifiques. On trouvera par exemple, des applications de :
- Gestion de la relation client (GRC, ou CRM pour customer relationship management) : regroupe toutes les fonctions permettant d'intégrer les clients dans le système d'information de l'entreprise.
- Gestion de la relation étendue (XRM pour extended relationship management) : système d'information d'entreprise, imaginé par Nelis XRM en 2005, dont les processus relationnels constituent le socle de l'organisation de l'information.
- Gestion de la chaîne logistique (GCL, ou SCM pour supply chain management) : regroupe toutes les fonctions permettant d'intégrer les fournisseurs et la logistique au système d'information de l'entreprise
- Système d'information des ressources humaines (SIRH) pour la gestion des ressources humaines (GRH), ou HRM pour human resource management.
- Système de gestion de données techniques (SGDT), ou PDM pour product data management : fonctions d'aide au stockage et à la gestion des données techniques. Surtout utilisé par les bureaux d'études. En fait, le PDM est l'évolution de la fonction SGDT, jusqu'à de nouvelles manière de gérer le cycle de vie des données.
- Gestion de la production (GPAO), ou CAPM pour computer assisted production management est l'ensemble des activités qui participent à la conception, la planification des ressources (matérielles, financières, ou humaines), leur ordonnancement, l'enregistrement et la traçabilité des activités de production, le contrôle des activités de production de l'entreprise.
- Gestion de la maintenance (GMAO), ou CAMM pour computer assisted maintenance management est l'ensemble des activités qui participent à la maintenance des services, machines permettant à l'entreprise d'assurer leurs missions.
- Gestion du cycle de vie du produit (ou PLM pour product lifecycle management : notion qui comprend en plus du PDM, la conception et l'aide à l'innovation, ainsi que la fin de vie du produit, donc son recyclage).

### Évolution de la composition du système d'information
Le domaine des systèmes d'information et de communication a certes une forte composante technologique et informatique. Mais c'est seulement un aspect de ce domaine qui est en fait beaucoup plus vaste. Il s'agit de concevoir comment circule et est stockée l'information de façon efficace et cohérente pour toutes les activités d'une entreprise, d'un réseau d'entreprises, d'une administration publique, des relations entre entreprises, des citoyens, des gouvernements, etc.
Le champ est vaste et concerne tous les domaines des activités humaines. Malgré cette ampleur, ce domaine a son unité scientifique, construit autour de concepts, de constructions abstraites et concrètes, de composants de méthodes, notamment, qui sont indépendantes des activités concernées. Sans doute, un des maîtres mots de ce domaine des systèmes d'information est-il celui de « modèle accompagné », ou « modélisation ».
Par conséquent, dans les entreprises actuelles, le système d'information et de communication tend à s'orienter vers des ensembles plus globaux, l'information traitée par l'humain étant une connaissance à gérer.
Des économistes tels que Robert Solow ou Daniel Cohen ont montré que les systèmes d'information ne généraient de gains de productivité que s'ils étaient accompagnés de changements organisationnels. Le changement dans les organisations est donc indissociable du logiciel. Cette nouvelle dimension impose à une science plutôt dure originellement de se tourner vers les techniques d'amélioration continue comme le Lean.
En complément du SI classique, une ingénierie des connaissances (en anglais Knowledge Management) s'articule autour des deux composantes suivantes, que l'on peut retrouver dans chaque domaine d'activité de l'entreprise :
- La gestion de contenu (en anglais : content management), destinée à gérer les informations brutes et à les transformer en connaissances ou données mieux structurées ;
- La gestion des accès, c'est-à-dire, la gestion des flux et des protocoles d'échange dans les réseaux de (télé-)communications internes ou partagés avec les partenaires.

Sur le plan du management des systèmes d'information, une tendance actuelle correspond à leur externalisation auprès d'une ou plusieurs sociétés prestataires pouvant se voir confier la gestion de l'infrastructure informatique, des développements de logiciels ou encore de la gouvernance.

### Autres composants possibles
D'autres composants peuvent être inclus dans un système d'information pour offrir des caractéristiques techniques ou des fonctionnalités spécifiques :
- Applications métiers,
- Bases de données de l'entreprise,
- Contrôle d'accès,
- Dispositifs de sécurité,
- Infrastructure réseau,
- Postes de travail informatique,
- Accès aux réseaux Internet, intranet ou extranet,
- Serveurs d'application,
- Serveurs de données et systèmes de stockage,
- Système de paiement électronique,
- Système de sécurité (protection et chiffrement),
- Outils de groupware, agendas, espace de partage de documents, échange d'informations (forums électroniques), gestion de contacts, conférence électronique (chat, vidéoconférence).

## Systèmes d'information et développement durable
Les systèmes d'information comportent, le plus souvent, des informations de nature économique et financière, mais aussi de plus en plus d'informations environnementales et sociales. Le problème qui se pose sur le plan du développement durable est celui du partage de l'information, surtout extra-financière (environnementale et sociale) entre les organismes et leurs parties prenantes.
L'architecture d'un système d'information durable est structurée autour de trois référentiels métiers :
- la gestion des données de référence (MDM - Master Data Management) ;
- le système de gestion de règles métier (BRMS - Business Rules Management Systems) ;
- la gestion des processus métier (BPM - Business Process Management System)[6].

## Systèmes d'information et grandes entreprises
Les systèmes d'informations participent au développement économique, social et humain de la société, et à la performance des organisations. Créé en 1970, le Cigref (anciennement Club informatique des grandes entreprises françaises) est une association regroupant les grandes entreprises et administrations publiques françaises qui se donnent pour mission de développer leur capacité à intégrer et maîtriser le numérique.